# Baltic Cup 1972
Der Baltic Cup 1972 war die 26. Austragung des Turniers der Baltischen Länder, dem Baltic Cup. Das Turnier für Fußballnationalteams fand zwischen dem 21. und 23. Juli 1972 in Estland statt. Ausgetragen wurden die Spiele im Kalevi Stadion in Pärnu. Die Estnische Fußballnationalmannschaft gewann ihren 6. Titel.

## Gesamtübersicht
Tabelle nach Zwei-Punkte-Regel.
| Pl. | Verein         | Sp. | S | U | N | Tore    | Diff. | Punkte |
| --- | -------------- | --- | - | - | - | ------- | ----- | ------ |
| 1.  | Estnische SSR  | 2   | 1 | 1 | 0 | 005:100 | +4    | 03     |
| 2.  | Litauische SSR | 2   | 1 | 1 | 0 | 001:000 | +1    | 03     |
| 3.  | Lettische SSR  | 2   | 0 | 0 | 2 | 001:600 | −5    | 0      |

|                        |   |                |     |
| 21. Juli 1972 in Pärnu |   |                |     |
| Estnische SSR          | – | Lettische SSR  | 5:1 |
| 22. Juli 1972 in Pärnu |   |                |     |
| Litauische SSR         | – | Lettische SSR  | 1:0 |
| 23. Juli 1972 in Pärnu |   |                |     |
| Estnische SSR          | – | Litauische SSR | 0:0 |